# دير زافالا

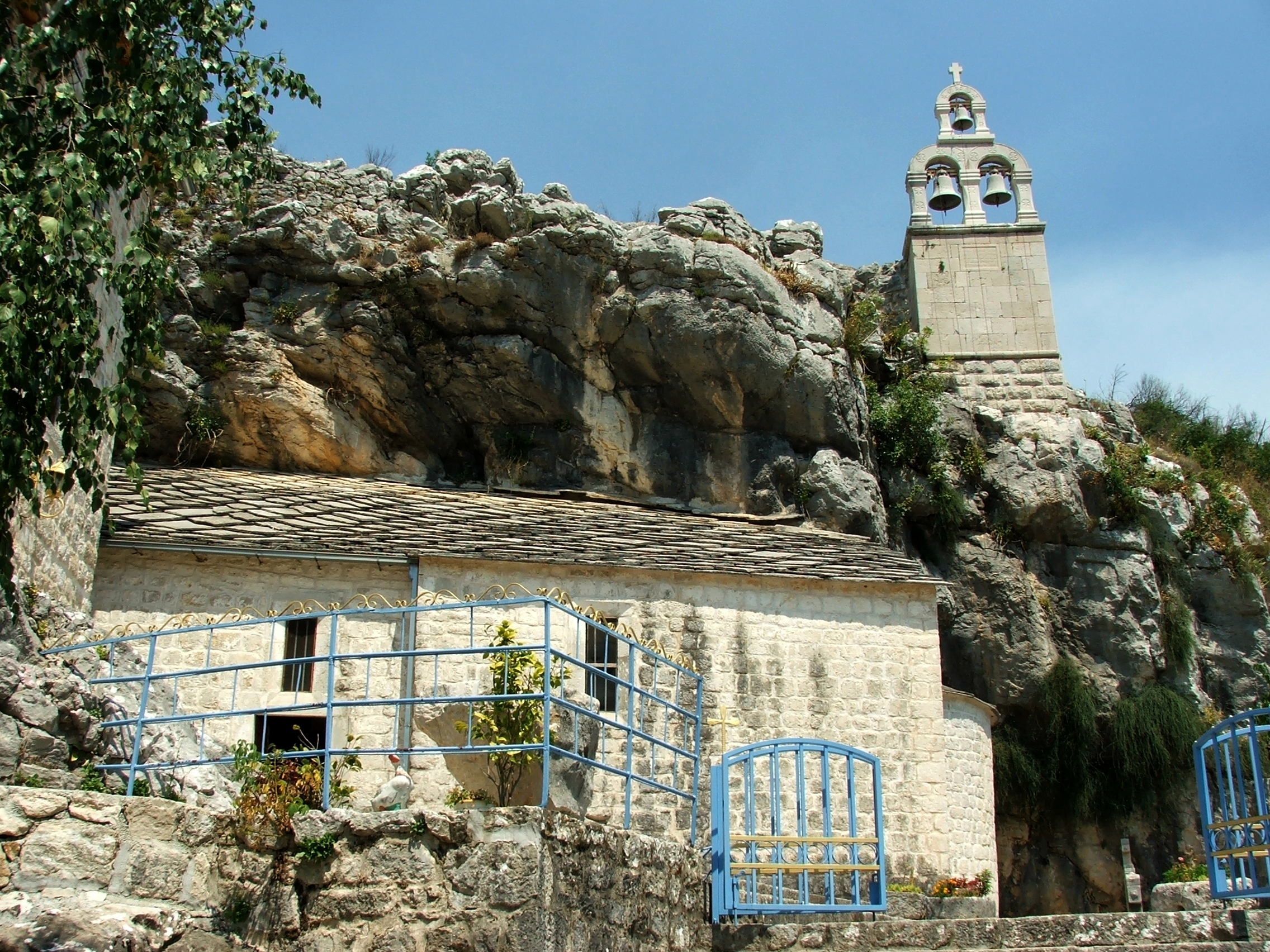
دير زافالا

دير زافالا هو دير أرثوذكسي صربي يقع في قرية زافالا على الطرف الجنوبي الغربي لبوبوفو بوليي، في بلدية رافنو بالبوسنة والهرسك، في الجزء الجنوبي من البوسنة والهرسك.

## الموقع والتاريخ

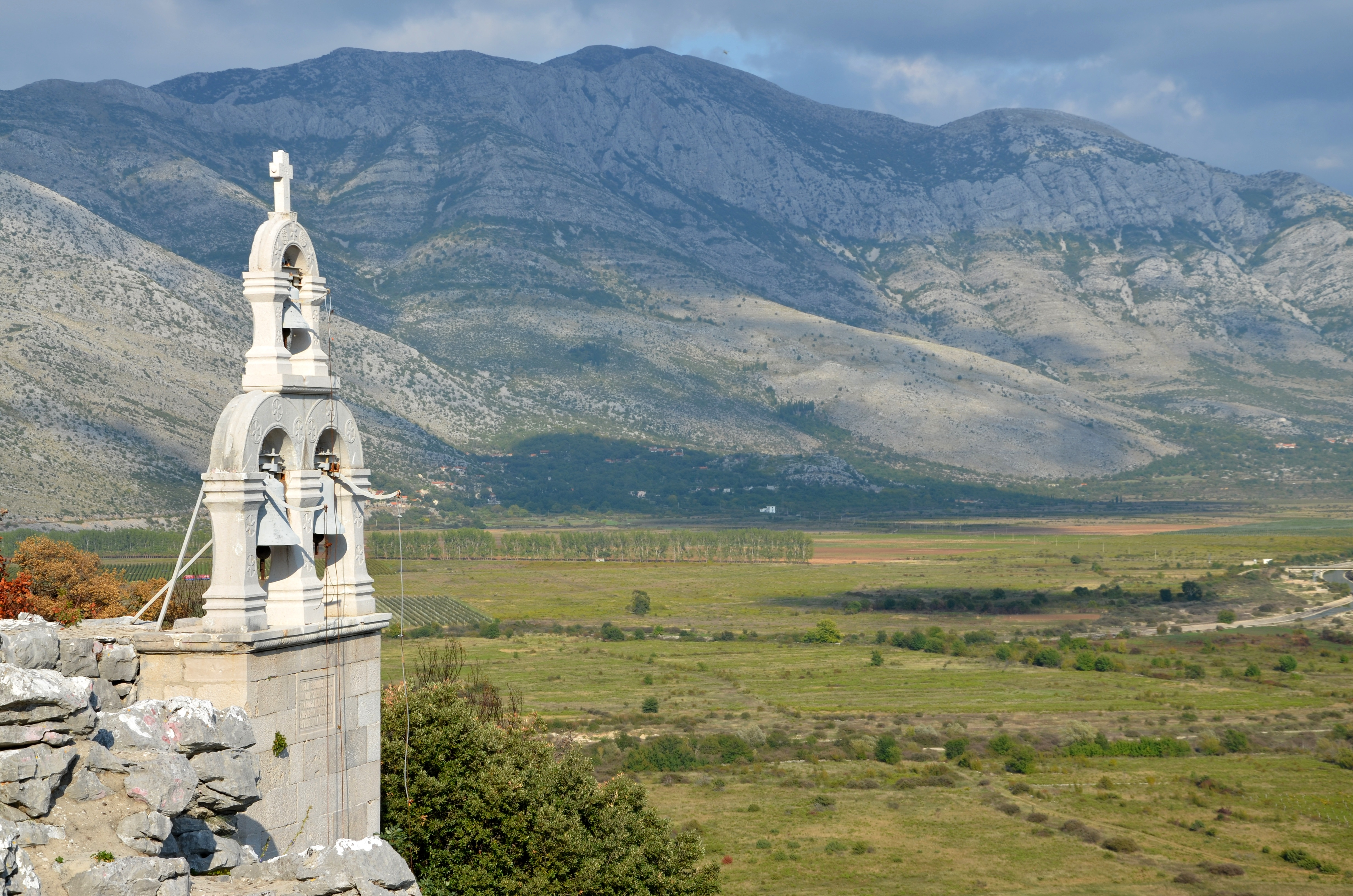

تقع مدينة تريبينيي على بعد حوالي 55 كم إلى الشرق. الدير مخصص لعرض ماري. يقع الجدار الشمالي لكنيسة الدير داخل كهف. يُعرف هذا الدير أيضًا بالمكان الذي دخل فيه باسل أستروغ في الرهبنة.
جنبا إلى جنب مع زيتوميسيلك وتفردوس، زافالا هي واحدة من أهم الأديرة في شرق الهرسك. يرجع تاريخ أول سجل مكتوب للدير إلى القرن السادس عشر. خلال الحرب العالمية الثانية، عانى الدير من أضرار كبيرة، وفي حرب البوسنة، تم إلحاق المزيد من الضرر والتخلي عنه.

### زافالا وفيجيترينيكا
بعد الحرب، تم استعادة الدير، جنبا إلى جنب مع قرية زافالا مع العمارة القديمة والحجارة، وكهف فيجيترينيكا الذين يشكلون تجمعات ثقافية وتاريخية، والهندسة المعمارية والتجمع الطبيعي، التي تحميها «كونس» باعتبارها نصب تذكاري وطني مهم للبوسنة والهرسك. نظرًا لأهميتها كتراث وطني، فضلاً عن الجذب السياحي والمحيطي، يتم وضع الموقع أيضًا على قائمة اليونسكو المؤقتة لتسجيلها في قائمة مواقع التراث العالمي لليونسكو.